# Pawłówek (Łódź)
Pour les articles homonymes, voir Pawłówek.
Pawłówek (prononciation [paˈvwuvɛk]) est un village de la gmina de Dłutów, du powiat de Pabianice, dans la voïvodie de Łódź, situé dans le centre de la Pologne.
Il se situe à environ 6 kilomètres au nord-ouest de Dłutów (siège de la gmina), 7 kilomètres au sud-ouest de Pabianice (siège du powiat) et 22 kilomètres au sud de Łódź (capitale de la voïvodie).

## Administration
De 1975 à 1998, le village était attaché administrativement à l'ancienne voïvodie de Piotrków.

Depuis 1999, il fait partie de la nouvelle voïvodie de Łódź.